# Dialium reygaertii
Dialium reygaertii är en ärtväxtart som beskrevs av De Wild. Dialium reygaertii ingår i släktet Dialium och familjen ärtväxter. Inga underarter finns listade i Catalogue of Life.